# チェスターのロバート
チェスターのロバート（Robert of Chester、ラテン語: Robertus Castrensis）は、12世紀において数学、天文学、錬金術、クルアーン（コーラン）等の文献をアラビア語からラテン語に翻訳し紹介した人物。イギリス人。
ケットンのロバートと同一視されることもあり、こちらはRobertus Retinennsis, Robertus Ketenensis, Robert de Ketene, Robert de Retines, Robertus Cataneusなどと表記される。
スペインのトレドに集まった翻訳家でかつナバラ王国のパンペルナ（Pampelune）の助祭長の一人。1136年、チボリのプラトとともにバルセロナで研究していたと推測される。1141年にスペインにいた証拠がある。イタリアとギリシアに旅したらしい。後、イギリスに戻る。1143年、クルアーンをラテン語に訳した最初の人物であった。

## 天文学
アル・バッターニーの天文学をラテン語に翻訳し、いくつかの天文表（astronomical tables）を用意した。

## 算術(数学)
ボイヤーの説では正弦をsinus rectus と意訳し（sinusはラテン語で「湾」のこと）、これが現在のサイン(sine)になったという。
アル・フワーリズミーの著書『約分と消約との学』（ilm al-jabr wa'l muqabalah）820年をラテン語に訳し『Liber algebrae et almucabola』を著した（あるいはバースのアデラードの功績ともいう）。Al-jabrに由来する「algebra」は今日英語で代数学を意味する語となっている。
またアル・フワーリズミーの別の著作『インドの数の計算法』（Kitāb al-Jām'a wa'l-Tafrīq bi'l-Hisāb al-Hindī）825年の翻訳『Algoritmi de numero Indorum』は、直訳すれば「インドの数に関して、アル・フワーリズミー」という意味の書名であったが、通称Algoritmiとして、それから500年にわたってヨーロッパの各国の大学で数学の主要な教科書として用いられた。計算の手順を意味するアルゴリズム（Algorithm）やオーグリム（augrim）という言葉はこの書の冒頭Algoritmi dicti（アル・フワーリズミーに曰く）に由来する。

## 錬金術(化学)
主にジャービル・イブン＝ハイヤーンの書をラテン語に翻訳し、ヨーロッパの錬金術と、後の化学の発展のきっかけを作った。
1144年2月11日モリエヌス（Morienus）を『錬金術の構成の書』として翻訳した。
これの序文は、ヘルメス・トリスメギストスの伝説を回想したものである。
ジャービルのアラビア語による『Kitab al-Kimya』（化学の書）は錬金術（羅: Alchemia）の語源となった。

## 注
1. ↑  アラビア語で「Al」は定冠詞、「Jabr」は「バラバラのものを再結合する」「移項する」の意味
2. ↑  「アル・フワーリズミー」を音訳したラテン語形が「アルゴリトミ」である。
3. ↑  吉田光邦『錬金術 仙術と科学の間』中央公論社〈中公新書〉、1963年、132頁。ISBN 4-12-100009-9。中央公論新社〈中公文庫〉、2014年。ISBN 978-4-12-205980-1。
4. ↑  Al-Hassan, Ahmad Y. (n.d.), The Arabic Origin of Liber de compositione alchimiae 2009年7月18日閲覧。